# Rifugio Carestiato

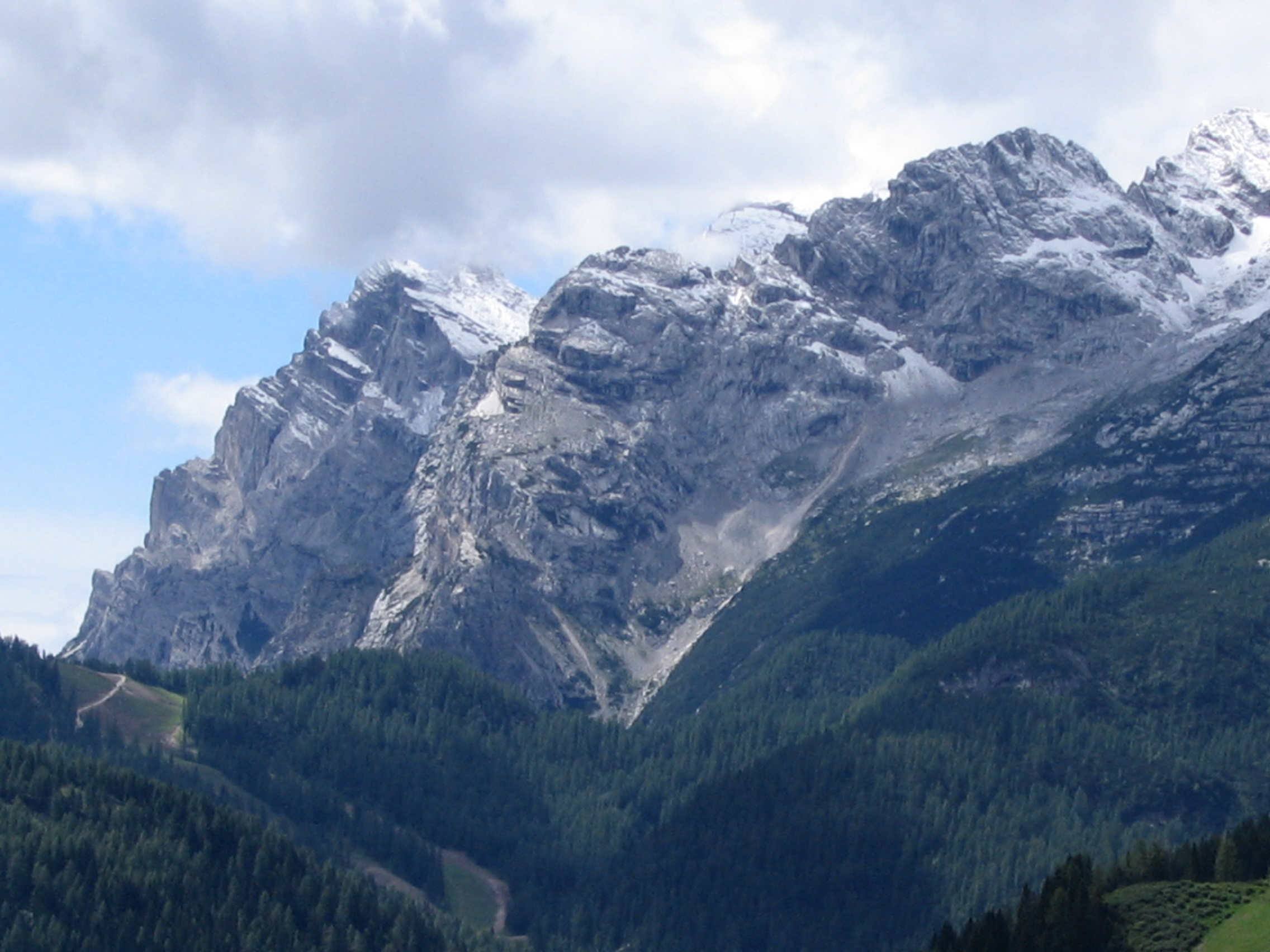
Cima Masenade

Il rifugio Carestiato (Rifugio Bruto Carestiato) è un rifugio alpino del Veneto nel gruppo del Monte Civetta Moiazza nelle Dolomiti. Si trova a quota 1.834 m s.l.m. nel comune di Agordo e appartiene all'omonima sezione CAI. Il rifugio è normalmente aperto da metà maggio a inizio ottobre e da Natale all'Epifania e dispone di 40 posti letto.

## Posizione
Il rifugio si trova sul Col dei Pass a circa 2 km a sud est della vetta meridionale della Moiazza (Moiazza Sud) con ottimo panorama. Poco a ridosso a nord del rifugio sorge la parete rocciosa quasi verticale della Cima Cattedrale.
Sia l'Alta via n. 1 delle Dolomiti che il Sentiero dei sogni Monaco-Venezia passano dal rifugio.

## Storia
Il rifugio è stato realizzato tra il 1948 e il 1949 su iniziativa della sezione di Agordo del CAI e con il sostegno economico della famiglia Carestiato. All'inizio il materiale da costruzione doveva essere trasportato con difficoltà fino al cantiere, poiché il cantiere al Col dei Pass poteva essere raggiunto solo su strada. Successivamente gli Alpini hanno fornito animali da soma per il trasporto. L'accesso tramite la strada forestale dal Passo Duran è stato completato nel 1978. Il rifugio è dedicato a Bruto Carestiato, morto nel Gruppo del Civetta nel 1943. È stato ampliato all'inizio degli anni '70 e completamente ristrutturato tra il 2005 e il 2006.

## Accessi
- Dal Passo Duran 1.605 m sul sentiero 549 in circa 1 ora
- Da Agordo-Farénzena 780 m sul sentiero 548 in circa 3 ore e mezza

## Rifugi vicini
- Rifugio Vazzoler, 1.714 m sul sentiero 555 e 554 in circa 3 ore e mezza
- Rifugio Pramperét, 1.857 m sul sentiero 549 e 543 in circa 5 ore

### Carte
- Carta Tabacco 1:25.000, foglio Nr. 015, Marmolada - Pelmo - Civetta - Moiazza
- Carta Tabacco 1:25.000, foglio Nr. 025, Dolomiti di Zoldo - Cadorine e Agordine.